# 新堀城 (陸奥国)
新堀城（にいぼりじょう）は、岩手県花巻市石鳥谷町にあった日本の城。花巻市指定史跡。

## 概要
北上川東岸の山稜上にある馬蹄形に近い小規模な複郭式の山城で、稗貫・紫波両郡を一望できる要地にある。西麓には的場・枡形・殿屋敷などの地名が残る。
築城年代は不明だが、陸奥国稗貫郡新堀村に所在した室町時代〜戦国時代の武将・新堀氏の本拠地とされる。「瀬川稗貫氏系譜」では、稗貫氏初代・広重（為重）の孫伊予守光家を新堀氏の祖とする。天正18年（1590年）に豊臣秀吉の奥州仕置によって稗貫氏が滅亡し、新堀氏一族は離散したが、新堀作兵義広は南部氏に降り200石を給された。
天正20年（1592年）の『諸城破却書上』では「新堀 山城　江刺 兵庫 持分」と記載されており、郡東の抑えとして江刺氏に任されていた事が窺える。江刺氏は葛西氏の一族で岩谷堂城主であったが、宗家滅亡後に南部氏に出仕していた。

## 参考資料
- 『岩手県史 第2巻 中世篇 上』岩手県、1961年3月25日。
- 「角川日本地名大辞典」編纂委員会『角川日本地名大辞典 3 岩手県』角川書店、1985年。ISBN 4040010302。
- 児玉幸多、坪井清足『日本城郭大系 第2巻 青森・岩手・秋田』新人物往来社、1980年7月15日。